# Beggo av Toulouse
Beggo av Toulouse, död 816, var regerande greve av Toulouse mellan 806 och 816.